# Кельпиния
Кельпи́ния (лат. Koelpinia) — род растений семейства Астровые. Включает в себя 5 видов, произрастающих в Средней Азии, представляющих собой однолетние травы с линейными нитевидными или продолговатыми листьями.